# 道の駅川辺やすらぎの郷
道の駅川辺やすらぎの郷（みちのえき かわなべやすらぎのさと）は、鹿児島県南九州市にある国道225号の道の駅である。

## 施設
- 駐車場
  - 普通車：109台
  - 大型車：3台
  - 身障者用：2台
- トイレ
  - 男：大 3器（2器）、小 6器（3器）
  - 女：6器（3器）
  - 身障者用：2器（1器）

※（）内は、24時間利用可能
- 公衆電話
- Wi-Fi
- 公衆FAX
- 郵便ポスト（加世田郵便局）
- レストラン「スターフル」（10:30 - 21:30）
- 喫茶店（10:30 - 21:30）
- 物産館（8:00 - 19:00）
- 公園

## 休館日
- 1月1日

## アクセス
- 国道225号 - 登録路線

## 周辺
- 野崎川
- 岩屋公園
- 清水磨崖仏